# 아나톨리아어파

수필룰리우마 1세와 무르실리 2세 당시의 히타이트 최대 영토

기원전 제2천년기 당시 루비아어의 사용 지역

아나톨리아어파는 고대 아나톨리아인이 사용하던 인도유럽어족 계열의 어파로, 고대에 모두 사멸하였다. 가장 잘 알려진 예는 히타이트어로, 이는 가장 기록이 오래된 인도유럽어족 언어이다.
19~20세기 기록의 발굴로 처음 발견되었으며, 히타이트어와 루위어에서 보이는 후두음의 보존 등 다른 어떤 인도유럽어에서도 보이지 않는 독자적인 특징을 가지고 있어 일부 학자들은 이들이 인도유럽조어에서 가장 일찍 분리되어 나온 분파라고 추정한다.

## 개요
종종 아나톨리아어파는 인도유럽조어에서 가장 먼저 분기된 것으로 여겨지는데, 이 가설에 따르면 "고대 인도유럽조어" 또느  "인도-히타이트어"로 분리는 초기 단계에서 약 기원전 4,000년대에 아나톨리아어파가 분리되었다.
쿠르간 가설에 따르면 초기의 아나톨리아어파 화자가 흑해의 북쪽에서 아나톨리아로 이주한 경로에는 2가지 가능성이 있다: 동쪽의 캅카스 산맥을 넘었을 가능성과 서쪽의 발칸반도를 거쳤을 가능성이다. 맬러리와 슈타이너에 의하면 발칸설의 쪽이 약간 우세하다. 그들이 아나톨리아에 들어간 것은 기원전 2000년경 또는 그 이전이라고 한다.
다만 앤드루 콜린 렌프루가 주장한 인도유럽조어의 근원지가 아나톨리아라는 가설도 제기되고 있다. 하지만 아나톨리아 가설은 쿠르간 가설보다 근거가 적은 것으로 알려져 있다. 이 설을 취하면 이주를 가정할 필요는 없다. 기타 아르메니아고원에서 바로 서쪽으로 이동했을 뿐이라는 가설이 아르메니아 가설도 존재하지만 이 가설 또한 쿠르간 가설보다 지지받지 않는다.

## 분류
- 히타이트어 †사어
- 루위어 †사어
- 리디아어 †사어
- 리키아어 †사어
- 시데어 †사어
- 카리아어 †사어
- 팔라어 †사어
- 피시디아어 †사어
- 칼라슈마어? †사어

## 소멸
그리스의 식민지 형성과 알렉산더 대왕의 정복 등을 거쳐 아나톨리아는 대대적인 그리스화를 겪었고, 이에 따라 대략 기원전 1세기까지 토착의 아나톨리아어파 언어들은 모두 소멸한 것으로 생각된다. 이에 따라 아나톨리아어파는 현재까지 알려져 있는 인도유럽어족의 어파 중에서 최초로 소멸한 계통인데, 다른 소멸한 분파인 토하라어파는 서기 8세기에 기록이 끊긴다.
오늘날 튀르키예 등의 소수 지명은 아나톨리아어파 유래로 알려져 있는데 예를 들면 아다나 등이 있다.

## 같이 보기
- 아나톨리아 가설
- 아르메니아 가설
- 갈라티아어